# 岡部寛
岡部 寛（おかべ ひろし、1985年 - ）は、日本の連珠棋士。九段。(公社)日本連珠社理事、珠規定審議委員長、公認指導員。

## 戦績

### 名人戦
- タイトル戦登場1回
- A級15期

第40期名人戦で、中村茂に次ぐ史上2番目に若い高校2年生・16歳でA級リーグに初出場。2年前に史上初の中学生五段昇段を果たしており、ちょうど前期まで名人を5連覇していた中村茂が欠場した年であったため後継者としての期待もかかったが、4勝5敗で7位。歴代5名の高校生A級棋士の中で、初出場時に優勝でも最下位でもなかった唯一の棋士となっている。
第46期A級リーグで、初優勝を果たす。このとき22歳であったが、出場7期での初優勝は歴代2番目の遅咲き記録である。挑戦手合いでは、長谷川一人に2敗1分で敗退。
その後2016年現在A級出場は途切れておらず、10期連続3位以内（第43-52期）、15期連続出場（第40期-）といったA級リーグ最高記録を持っている。ただし、中村茂の13期連続名人（第19‐31期）や長谷川一人の32期連続A級以上（第22期-、名人6期を含む、2015年現在継続中）に比べると見劣りし、名人になれていないが故の記録達成とも言われている。

### 世界選手権
- AT出場7回 ※日本人最高記録
- 最高5位（2003年第8回、2015年第14回）

2001年の第7回京都大会に初出場し、QT（現地最終予選）で最終局を勝てばAT（決勝リーグ）というところまで迫ったが、敗退した。このときAT出場を果たしていれば、15歳で歴代最年少記録となっていた。
2003年の第8回スウェーデン・ヴァズティナ大会では、国内予選で優勝し直接ATへ。後半戦の5連勝で、この大会での日本人最高である5位に入った。この時の優勝はタイムラ（エストニア）で、岡部よりも2歳若い15歳、歴代最年少出場での初出場初優勝であった。
その後第9-13回は、すべて8位または9位に終わっている。ATでは7位までが入賞で次回のAT国枠が与えられるため、呪われているとしか思えない成績である（ただし第9回大会は規定により繰り上げでAT国枠を確保している）。第10回大会以降はQTを4大会連続で通過しており、そこでは抜群の安定感を見せるものの、ATの特に後半戦で失速する傾向が強かった。これは、世界選手権中に行われるRIF（連珠国際連盟）会議の日本代表を毎回兼任し、特に開局規定問題で頭を悩ませているためとも言われる。特に第10回大会では、対局会場で資料の準備に追われていた岡部を見かねた審判長が、全体の開始時刻変更を打診したことがあった。国際大会出場経験が豊富で日本の連珠棋士の中では英語力にも長けているため、旅行幹事や通訳も務めている。
2015年の第14回大会では5大会ぶりにATへ直接出場し、初めてメダル争いに絡む活躍を見せて自己最高タイの5位を確保した。

### その他国際大会
- ユース世界選手権優勝1回（2004年第5回）
- チーム世界選手権優勝1回（2012年第9回）
- アジア選手権3位1回（2006年第2回）

ユース世界選手権へは第2-7回に連続で出場しており、大会の草創期を支えた棋士の一人である。この大会で優勝した日本選手はまだ岡部しかおらず、ユース世界チャンピオンとして2005年1月にテレビ東京「TVチャンピオン」にも解説出演し、連珠界としては久々に複数のメディアに取り上げられるレベルのニュースとなった。岡部の同世代には世界選手権AT経験者も多く注目度も高かったが、その後は大会トップクラスのレベルがやや落ちており日本選手の出場も途絶えている。2014年の10回大会では、エストニアまで出向いて主審を務めている。
チーム世界選手権では、出場3回いずれも主将を務めている。2006年の第6回エストニア・タリン大会では、高嶋純也、大角友希、飯尾義弘と出場。ベテランのみの出場が続いていた日本が19歳でA級棋士の岡部、高嶋、大角を擁してきたことで注目を集めたが、5位に終わった。2010年の第8回東京大会では、中村茂、長谷川一人、山口釉水、河村典彦、磯部泰山との「ドリームチーム」で唯一の名人未経験者として出場。岡部自身はまずまずの成績を挙げたものの、勝負どころでの痛い黒星もありチームを牽引するまでには至らず、3位に終わる。2012年の第9回北京大会では、大角友希、中村茂、久富隆洋、田村一誠、中山智晴と出場。主将としての選手起用が裏目に出て、決勝リーグの4チームを中国3チームと日本1チームの四面楚歌状態にしてしまう采配ミスがあったが、最後は自身の白星で日本の初優勝をたぐり寄せた。

### 全日本選手権（珠王戦）
- 優勝2回

名人位未経験者では唯一の優勝経験者である。
2010年第5回大会の初優勝時に、「自慢しやすいタイトルが手に入りました」とのコメントを残している。

### その他国内大会
- 帝王戦優勝2期
- 関東選手権優勝3期
- 東北選手権優勝4期 ※4連覇中
- 三上杯高段者の部優勝2期
- 京都クラス別特別クラス優勝4期 など

名人戦と世界選手権を除けば、出場したほとんどの大会で優勝経験を持っている。ただし中村茂の存在が大きいため、優勝回数を圧倒的に上回る回数の準優勝を記録しており、「シルバーコレクター」とも言われている。中村に勝って優勝を果たしたのは、全日本選手権と関東選手権の1回ずつしかない。特に帝王戦では、中村との決勝三番勝負に9期すべて敗れるなど、15期のうち11期が準優勝である。
7歳で連珠を始め、初段を目指す大会である「あすなろ杯」で初出場から14連敗したという逸話もあり、年齢・実績の割には苦労人の側面を多分に持った棋士である。

## メディア出演など
- 2005年1月 テレビ東京「TVチャンピオン」解説
- 2008年 NHK大河ドラマ「篤姫」監修
- 2015年10月 TBS「最強文化系コロシアム 天下一文道会」解説
- 2016年6月 TBS「水曜日のダウンタウン」出演
- 2017年 NHK大河ドラマ「おんな城主 直虎」監修

TBS「最強文化系コロシアム 天下一文道会」への出演後、2015年10月8日に自身のブログ1111号室
で中村茂と将棋の女流棋士・竹俣紅（現在は、フジテレビアナウンサーの対局を詳解し、これを竹俣自身や将棋関係者がブログやツイッターで紹介したことにより、連珠関連としては異例のアクセス数を記録したとされる。
また、(公社)日本連珠社の機関誌「連珠世界」へ近年では最も多くの投稿をしている棋士である。ブログやツイッターもすべて実名としており、地方イベントでの指導や将棋関連イベントでのプロ棋士との交流など、連珠界においては極めて活動がオープンな棋士である。